# 3965 Конопльова
3965 Конопльова (3965 Konopleva) — астероїд головного поясу, відкритий 8 листопада 1975 року.
Тіссеранів параметр щодо Юпітера — 3,339.